# Valaská Dubová
Valaská Dubová (węg. Oláhdubova, łac. Dubova Valachorum) – wieś i gmina (obec) w powiecie Rużomberk kraju żylińskiego, w północnej Słowacji. Ok. 800 mieszkańców (2011). Położona jest 7 km na północ od Rużomberku, na wysokości 662 m n.p.m., na zachodnim skraju Gór Choczańskich, na południowym skłonie ograniczającej je przełęczy Brestová.
Wieś wzmiankowana już w 1322 r., położona była przy trakcie z Liptowa na Orawę, będącym fragmentem jednego z głównych transkarpackich szlaków handlowych z dawnych Węgier do Polski. W 1474 król Węgier Maciej Korwin potwierdził jej przywileje lokacyjne na prawie wołoskim. Mieszkańcy, w zamian za szereg ulg, byli zobowiązani strzec bezpieczeństwa wspomnianego traktu i chronić jego użytkowników przed zbójnikami. Valaská Dubová należała początkowo do tzw. „państwa Likawa”, a od 1556 do „Państwa Orawskiego” z siedzibą na Zamku Orawskim.
W czasie powstań kuruców w końcu XVII w. wieś przez kilka lat była opuszczona. W 1933 r. zniszczył ją wielki pożar: spłonęły 133 zagrody i 2 młyny wodne. Ponowna rozbudowa, zwłaszcza po II wojnie światowej, doprowadziła do okresowego wzrostu liczby mieszkańców do ok. 1000. Mieszkańcy zajmowali się dawniej głównie hodowlą bydła i owiec oraz drobnym rzemiosłem, później pracą w okolicznych lasach. Obecnie większość z nich pracuje w sąsiednich miastach: Rużomberku i Dolnym Kubínie.
We wsi neoromański kościół katolicki zbudowany w latach 1866–1872 z dekoracją malarską z 1904 pędzla Jozefa Hanuli. W dolnej części wsi, przy dawnym trakcie zwanym tu „furmańcem”, budynek „karczmy” wzniesiony na początku XIX w. na miejscu dawnej, drewnianej karczmy furmańskiej (obecnie restauracja). Według tradycji to tu został schwytany w 1713 r. słynny zbójnik Juraj Jánošík, co przypomina okolicznościowy napis na fasadzie (faktycznie Janosika złapano w Liptowskim Mikułaszu).
Valaská Dubová jest najlepszym punktem wyjściowym wycieczek na Wielki Chocz (nowa szosa z Dolnego Kubína do Rużomberku omija wieś od zachodu, ale autobusy kursujące między wyżej wymienionymi miastami zajeżdżają do centrum osady).